# Super Bowl XXXIX
Match précédent Match suivant
Le Super Bowl XXXIX est l'ultime partie de la saison 2004 de la NFL de football américain (NFL). Le match est joué le 6 février 2005 au ALLTEL Stadium de Jacksonville en Floride, domicile de la franchise des Jaguars de Jacksonville.
Afin d'éviter le scandale de l'année précédente (le sein de Janet Jackson), les diffuseurs télé ont pratiqué le décalage de flux de plusieurs secondes entre l'action et sa diffusion. C'est Paul McCartney qui a animé le show à la mi-temps.

## Le match
Les Patriots de la Nouvelle-Angleterre ont battu les Eagles de Philadelphie par 24-21. Le titre de meilleur joueur a été attribué à Deion Branch après avoir égalé le record de onze passes captées.
| Score    | Q1 | Q2 | Q3 | Q4 | Total |
| Patriots | 0  | 7  | 7  | 10 | 24    |
| Eagles   | 0  | 7  | 7  | 7  | 21    |

- PHI - L.Smith sur une passe de 6 yd. de Donovan McNabb (D.Akers transforme)
- NE - D.Givens sur une passe de 4 yd. de Tom Brady (Adam Vinatieri transforme)
- NE - M.Vrabel sur une passe de 2 yd. de T.Brady (A.Vinatieri transforme)
- PHI - B.Westbrook sur une passe de 10 yd. de D.McNabb (D.Akers transforme)
- NE - C.Dillon après une course de 2 yd. (A.Vinatieri transforme)
- NE - A.Vinatieri sur un field goal à 22 yd.
- PHI - G.Lewis sur une passe de 30 yd. de D.McNabb (D.Akers transforme)

## Titulaires
| Nouvelle-Angleterre | Postes  | Philadelphie     |
| ------------------- | ------- | ---------------- |
| Attaque             |         |                  |
| David Givens        | WR      | Todd Pinkston    |
| Matt Light          | LT      | Tra Thomas       |
| Joe Andruzzi        | LG      | Artis Hicks      |
| Dan Koppen          | C       | Hank Fraley      |
| Stephen Neal        | RG      | Jermane Mayberry |
| Brandon Gorin       | RT      | Jon Runyan       |
| Daniel Graham       | TE      | L. J. Smith      |
| Deion Branch        | WR      | Terrell Owens    |
| Tom Brady           | QB      | Donovan McNabb   |
| Corey Dillon        | RB      | Brian Westbrook  |
| Patrick Pass        | FB      | Josh Parry       |
| Défense             |         |                  |
| Rosevelt Colvin     | LB / DE | Derrick Burgess  |
| Vince Wilfork       | DT      | Corey Simon      |
| Jarvis Green        | DE / DT | Darwin Walker    |
| Mike Vrabel         | LB / DE | Jevon Kearse     |
| Tedy Bruschi        | LB      | Keith Adams      |
| Roman Phifer        | LB      | Jeremiah Trotter |
| Willie McGinest     | LB      | Dhani Jones      |
| Randall Gay         | CB      | Lito Sheppard    |
| Asante Samuel       | CB      | Sheldon Brown    |
| Rodney Harrison     | SS      | Michael Lewis    |
| Eugene Wilson       | FS      | Brian Dawkins    |